# Liste des édifices labellisés « Architecture contemporaine remarquable » de la Seine-Saint-Denis
Cet article recense les édifices labellisés « Architecture contemporaine remarquable » de Seine-Saint-Denis, en France.
Le label « Architecture contemporaine remarquable » remplace depuis 2016 l'ancien label « Patrimoine du XXe siècle ». Il ne prend en compte que des édifices de moins de 100 ans à la date de labellisation, et qui ne sont pas protégés comme monuments historiques.
Au début 2024, la Seine-Saint-Denis compte 34 édifices ainsi labellisés.

## Liste
| Monument                                                | Commune                            | Adresse | Coordonnées                      | Notice     | Date | Illustration                                            |
| ------------------------------------------------------- | ---------------------------------- | --- | -------------------------------- | ---------- | ---- | ------------------------------------------------------- |
| La Maladrerie                                           | Aubervilliers                      | 243 avenue Jean-Jaurès | 48° 55′ 00″ nord, 2° 24′ 22″ est | ACR0000736 | 2008 | Image manquante Téléverser                              |
| Stade nautique Marlène-Peratou                          | Aubervilliers                      | 1 rue Édouard-Poisson | 48° 54′ 38″ nord, 2° 23′ 03″ est | ACR0000735 | 2018 | Image manquante Téléverser                              |
| Église Saint-Paul d'Ambourget                           | Aulnay-sous-Bois                   | 42 rue du 8-mai-1945 | 48° 56′ 51″ nord, 2° 30′ 33″ est | ACR0000737 | 2011 | Image manquante Téléverser                              |
| Cité des Malassis, les Rigondes                         | Bagnolet                           | Rue des Rigondes | 48° 52′ 15″ nord, 2° 25′ 35″ est | ACR0000739 | 2008 | Image manquante Téléverser                              |
| Grand ensemble Édouard-Vaillant                         | Bagnolet                           | Rue Victor-Hugo Rue Édouard-Vaillant Rue Lieutenant-Thomas Rue Jules-Ferry                                                                 | 48° 51′ 27″ nord, 2° 24′ 58″ est | ACR0000738 | 2008 | Image manquante Téléverser                              |
| Lycée Wolfgang-Amadeus-Mozart                           | Le Blanc-Mesnil                    | 10 avenue Charles-de-Gaulle | 48° 56′ 41″ nord, 2° 28′ 03″ est | ACR0001618 | 2020 | Image manquante Téléverser                              |
| Cité de l'Abreuvoir                                     | Bobigny                            | Avenue Édouard-Vaillant Place des Nations-Unies Place de l'Europe Rue de Téhéran Rue d'Athènes Rue d'Helsinki Rue de Stokholm              | 48° 54′ 45″ nord, 2° 27′ 55″ est | ACR0000740 | 2008 | Cité de l'Abreuvoir                                     |
| Cité de l'Étoile                                        | Bobigny                            | Rue de l'Étoile | 48° 54′ 43″ nord, 2° 25′ 37″ est | ACR0000741 | 2008 | Image manquante Téléverser                              |
| Église de-Tous-les-Saints                               | Bobigny                            | 1 avenue de l'Illustration | 48° 54′ 42″ nord, 2° 25′ 00″ est | ACR0000742 | 2011 | Église de-Tous-les-Saints                               |
| Lycée André-Sabatier                                    | Bobigny                            | 140 rue de la République | 48° 54′ 27″ nord, 2° 25′ 44″ est | ACR0001616 | 2021 | Image manquante Téléverser                              |
| Préfecture de Seine-Saint-Denis et hôtel du département | Bobigny                            | 1 esplanade Jean-Moulin | 48° 54′ 20″ nord, 2° 26′ 59″ est | ACR0000743 | 2018 | Préfecture de Seine-Saint-Denis et hôtel du département |
| Lycée Germaine-Tillon                                   | Le Bourget                         | 48 bis rue Anizan-Cavillon | 48° 56′ 06″ nord, 2° 25′ 11″ est | ACR0001619 | 2020 | Image manquante Téléverser                              |
| Église Saint-Jean-l'Evangéliste                         | Drancy                             | 93 avenue Marceau | 48° 55′ 50″ nord, 2° 25′ 50″ est | ACR0000744 | 2011 | Église Saint-Jean-l'Evangéliste                         |
| Lycée Eugène-Delacroix                                  | Drancy                             | 4 rue du Docteur-Schweitzer | 48° 55′ 27″ nord, 2° 27′ 30″ est | ACR0001617 | 2020 | Image manquante Téléverser                              |
| Lycée Paul-Robert                                       | Les Lilas                          | 2 rue du Château | 48° 52′ 58″ nord, 2° 25′ 17″ est | ACR0001620 | 2021 | Image manquante Téléverser                              |
| Tour de Romainville                                     | Les Lilas                          | Rue de la Résistance | 48° 53′ 07″ nord, 2° 25′ 20″ est | ACR0000746 | 2018 | Tour de Romainville                                     |
| Église Saint-Michel                                     | Livry-Gargan                       | 19-21 rue Firmin-Didot | 48° 54′ 42″ nord, 2° 31′ 20″ est | ACR0000747 | 2011 | Église Saint-Michel                                     |
| Bâtiment industriel Mozinor                             | Montreuil                          | 2 avenue du Président-Salvador-Allende | 48° 52′ 10″ nord, 2° 27′ 24″ est | ACR0001661 | 2021 | Bâtiment industriel Mozinor                             |
| Lycée Jean-Jaurès (en)                                  | Montreuil                          | 1 rue Dombasle | 48° 51′ 49″ nord, 2° 27′ 01″ est | ACR0001621 | 2021 | Lycée Jean-Jaurès (en)                                  |
| Lycée Flora-Tristan                                     | Noisy-le-Grand                     | 27 rue des Hauts-Roseaux | 48° 50′ 37″ nord, 2° 34′ 27″ est | ACR0001622 | 2020 | Image manquante Téléverser                              |
| Centre communautaire Ohel-Youssef                       | Pantin                             | 8 rue Gambetta | 48° 53′ 17″ nord, 2° 24′ 41″ est | ACR0000751 | 2011 | Image manquante Téléverser                              |
| Cité des Courtillières                                  | Pantin                             | Boulevard de la Libération Avenue de la Division-Leclerc Avenue des Courtillières                                                          | 48° 54′ 51″ nord, 2° 24′ 21″ est | ACR0000748 | 2008 | Cité des Courtillières                                  |
| Quartier de l'Église                                    | Pantin                             | Avenue Jean-Lolive Rue Jules-Auffret Rue Rouget-de-Lisle Rue du 11-novembre-1918 Rue de la Paix Rue Charles-Auray Rue Méhul Rue de Candale | 48° 53′ 35″ nord, 2° 24′ 49″ est | ACR0000749 | 2008 | Image manquante Téléverser                              |
| Résidence Victor-Hugo                                   | Pantin                             | Avenue Jean-Lolive Rue Victor-Hugo | 48° 53′ 36″ nord, 2° 24′ 30″ est | ACR0000750 | 2008 | Image manquante Téléverser                              |
| Église Sainte-Thérèse-des-Joncherolles                  | Pierrefitte-sur-Seine              | 21 rue Nungesser-et-Coli | 48° 57′ 07″ nord, 2° 21′ 34″ est | ACR0000752 | 2011 | Image manquante Téléverser                              |
| Cimetière intercommunal des Joncherolles                | Pierrefitte-sur-Seine Villetaneuse | 95 rue Marcel-Sembat | 48° 57′ 13″ nord, 2° 21′ 10″ est | ACR0000753 | 2018 | Cimetière intercommunal des Joncherolles                |
| Cité Auguste-Delaune                                    | Saint-Denis                        | Avenue du Colonel-Fabien | 48° 56′ 44″ nord, 2° 21′ 08″ est | ACR0000754 | 2008 | Image manquante Téléverser                              |
| Cité Colonel-Fabien                                     | Saint-Denis                        | Avenue du Colonel-Fabien Allée Jean-Catelas                                                                                                | 48° 56′ 42″ nord, 2° 20′ 56″ est | ACR0000755 | 2008 | Image manquante Téléverser                              |
| Cité Guynemer                                           | Saint-Denis                        | Rue Guynemer | 48° 56′ 51″ nord, 2° 21′ 33″ est | ACR0000756 | 2008 | Image manquante Téléverser                              |
| Cité Paul-Langevin                                      | Saint-Denis                        | Avenue Jean-Moulin Place Paul-Langevin Rue Jacques-Woog Allée du Professeur-Frühling                                                       | 48° 56′ 21″ nord, 2° 21′ 42″ est | ACR0000757 | 2008 | Image manquante Téléverser                              |
| Église évangélique Martin-Luther                        | Saint-Denis                        | 12 rue des Chaumettes | 48° 56′ 17″ nord, 2° 21′ 09″ est | ACR0000758 | 2011 | Image manquante Téléverser                              |
| Stade de France                                         | Saint-Denis                        | | 48° 55′ 29″ nord, 2° 21′ 37″ est | ACR0001671 | 2021 | Stade de France                                         |
| Les Mousseaux                                           | Villepinte                         | Avenue de Lattre-de-Tassigny Route du Tremblay                                                                                             | 48° 57′ 49″ nord, 2° 32′ 41″ est | ACR0000759 | 2008 | Image manquante Téléverser                              |
| Les Pyramides                                           | Villepinte                         | Allée Urbain-le-Verrier Allée Hélène-Boucher                                                                                               | 48° 57′ 50″ nord, 2° 32′ 22″ est | ACR0000760 | 2008 | Image manquante Téléverser                              |